# Хедина Тахировић Сијерчић
Хедина Тахировић Сијерчић (Сарајево, 11. новембар 1960) јесте босанска гурбетско-ромска новинарка, писац, преводилац, истраживач и предавач. Тренутно ради у Канади.
Била је популарни телевизијски и радио аутор у Босни и Херцеговини, а касније је почела да се бави књижевношћу; објавила је књиге за децу, поезију и мемоаре. Она је проучавалац гурбетског дијалекта ромског језика и објавила је неколико речника и збирки народних прича; активна је у настојањима да се очува ромска култура. Добила је неколико награда за свој рад.

## Биографија
Рођена је породици ромског народа Гурбети. Студирала је новинарство на Универзитету у Сарајеву, дипломирала 1985. године и такође је дипломирала на Универзитету у Тузли. Магистрирала је при Центра за интердисциплинарне постдипломске студије и родне студије Универзитета у Сарајеву. Након емиграције у Канаду, стекла је додатну наставничку квалификацију на Учитељском колеџу у Онтарију. Докторску диплому стекла је на Универзитету у Београду.
Осамдесетих година прошлог века Тахировић-Сијерчић постаје запажена радио и телевизија у Босни и Херцеговини. Од 1986. до 1992. била је главни уредник популарног радио програма Lačho džive, Romaleni, (Добар дан, Роми), а између 1991. и 1992. водила је Malavipe (Сусрети ), програм ТВ Сарајево.
Била је први филмски и телевизијски продуцент ромског порекла у Босни и Херцеговини. Радила је на успостављању права ромског народа, у сарадњи са Међународном ромском унијом.
Током 1990-их, након емиграције у Канаду, почела је да предаје за школски одбор Торонта и  писала је белетристику и поезију. Књиге пише и објављује на гурбетском, босанском и енглеском језику. Написала је пет књига за децу и две књиге поезије.
Освојила је неколико награда и признања за свој рад, укључујући награду Ференц Сзтојка, Златно перо Папуше и Награду слободе Међународног центра за мир у Сарајеву.
Преводила је сопствена дела енглески и немачки, као и уређивала антологије преведених дела ромских писаца.
Тахировић-Сијерчић пише и публицистику, а посебно се фокусирала на документовање ромске културе и истраживање гурбетског дијалекта. Објавила је три збирке ромских народних прича и фолклора, неколико речника гурбетског дијалекта, биографију свог оца и аутобиографију.
Предавала је ромски језик, културу и књижевност на Свеучилишту у Загребу.
Од 2014. до 2020. године именована је у комитет експерата за саветовање Већа Европе о Европској повељи о регионалним и мањинским језицима у Босни и Херцеговини.

## Лични живот
Деведесетих година емигрирала је у Немачку, а касније у Канаду и од тада је активна у подршци правима ромског народа и очувању и архивирању ромске културе.
Говори неколико језика, укључујући босански, ромски (гурбети), енглески и немачки.
Биле је тема документарног филма Хедина (2009) о њеном животу, који је режирао Зоран Кубура.

## Дела
- 1999. Уредник, Canadian Romani Pearls (Kanadake Romane Mirikle) (Roma Community and Advocacy Centre, Canada)
- 2001. Преводилац, Na dzanen aver, gova si amaro dzuvdipe (How We Live) (Medica Zenica-Infoteka, Bosnia - Herzegovina)
- 2004. Преводилац, Romany Legends. (London: Turnshare) [In English and German]
- 2007. Dukh / Pain (Торонто: Magoria Books)
- 2008. Преводилац, The Little Prince by Antoine de St. Exupery (into Romani) (The Bosnian Word, Bosnia - Herzegovina)
- 2008. Stare romske bajke i price (Old Romani legends and folktales) in Bosnian & Romani (The Bosnian Word, Bosnia - Herzegovina)
- 2009. Romane Paramicha. Stories and Legends of the Gurbeti Roma (Торонто: Magoria Books)
- 2009. Уредник, Like water/ Sar o Paj (ed.). (Chandigarh, India: International Writers Association)
- 2009. Romani prince Penga. (Торонто: Magoria Books)
- 2009. An unusual family. (Торонто: Magoria Books)
- 2010. Karankochi-Kochi. (Торонто: Magoria Books)
- 2010. Čuj, osjeti bol /Ashun, hachar Dukh! (Сарајево: KNS)
- 2010. Shtar Phrala / Four Brothers. (Торонто: Magoria Books). [Illustrated children's stories in English and Romani].
- 2010. Bosansko-romski i romsko-bosanski rječnik.  (Мостар: Federalno  ministarstvo obrazovanja i nauke)
- 2011. Fish / Macho. (Торонто: Magoria Books)
- 2011. Rom like Thunder. (Торонто: Magoria Books)
- 2011. Romani Dictionary: Gurbeti-English/English-Gurbeti. (Торонто: Magoria Books)
- 2012. Rom k’o Grom. (Сарајево: KNS)
- 2016. Rodni identiteti u književnosti romskih autorica na prostorima bivše Jugoslavije. (Мостар: Federalno  ministarstvo obrazovanja i nauke)
- 2017.  A Romani Women’s Anthology: Spectrum of the Blue Water.Tahirović-Sijerčić, Hedina; Levine-Rasky, Cynthia (eds). (Торонто: Inanna Publications)
- 2019.  Language and literature of Roma within translation in the Western Balkans: Poetry in self-translation. (Сарајево: Dobra knjiga)
- 2019.  Romani čhib: Posebni osvrti na jezik i kulturu Roma. (Сарајево: Dobra knjiga)
- 2020.  Уредник, Rade Uhlik – Rromane paramiča/ Romske priče. Zbirka I. (Сарајево: Fond otvoreno društvo BiH i Zemaljski muzej BiH)
- 2021.  Уредник, Rade Uhlik – Rromane paramiča/ Romske priče. Zbirka II. (Сарајево: Fond otvoreno društvo BiH i Zemaljski muzej BiH)